# Делта Ронкаљија (Пјаченца)
Делта Ронкаљија је насеље у Италији у округу Пјаченца, региону Емилија-Ромања.
Према процени из 2011. у насељу је живело 1 становника. Насеље се налази на надморској висини од 45 м.